# Close (Nick Jonas)
Close è un singolo del cantante statunitense Nick Jonas, pubblicato il 25 marzo 2016 come primo estratto dal terzo album in studio Last Year Was Complicated.

## Descrizione
Terza traccia dell'album, Close è stata prodotta da Mattman & Robin ed è stata scritta da questi ultimi due con Jonas, Julia Michaels, Justin Tranter, ed Ebba Tove Elsa Nilsson, in arte Tove Lo, e vede la partecipazione di quest'ultima.

## Promozione
Jonas e Tove Lo hanno presentato Close insieme dal vivo in varie occasioni: per la prima volta al Saturday Night Live il 16 aprile 2016, il 28 aprile successivo al Jimmy Kimmel Live! e il 22 maggio 2016 nell'ambito degli annuali Billboard Music Award.

## Video musicale
Il video musicale, diretto da Tim Erem, è stato reso disponibile il 25 marzo 2016 in concomitanza con l'uscita del singolo.

## Tracce
Testi e musiche di Robin Fredriksson, Mattias Larsson, Julia Michaels, Ebba Tove Elsa Nilsson e Justin Tranter.
Download digitale
1. Close (feat. Tove Lo) – 3:54

Download digitale – Remixes
1. Close (feat. Tove Lo) (Louis Vivet Remix) – 3:28
2. Close (feat. Tove Lo) (Dan E Radio Edit) – 3:44

## Formazione
Musicisti
- Nick Jonas – voce
- Tove Lo – voce aggiuntiva
- Julia Michaels – cori
- Mattman & Robin – schiocco di dita, battito delle mani, programmazione, basso, tastiera, batteria, percussioni, marimba

Produzione
- Mattman & Robin – produzione
- John Cranfield – registrazione
- Noah Passovoy – registrazione
- The Struts – registrazione
- Chris Gehringer – mastering
- Șerban Ghenea – missaggio
- John Hanes – assistenza al missaggio

## Classifiche

### Classifiche settimanali
| Classifica (2016) | Posizione massima |
| ----------------- | ----------------- |
| Australia         | 37                |
| Austria           | 54                |
| Belgio (Fiandre)  | 33                |
| Belgio (Vallonia) | 57                |
| Canada            | 12                |
| Danimarca         | 34                |
| Francia           | 165               |
| Germania          | 61                |
| Irlanda           | 33                |
| Italia            | 75                |
| Nuova Zelanda     | 11                |
| Paesi Bassi       | 57                |
| Portogallo        | 24                |
| Regno Unito       | 25                |
| Repubblica Ceca   | 26                |
| Slovacchia        | 20                |
| Spagna            | 65                |
| Stati Uniti       | 14                |
| Svezia            | 41                |
| Svizzera          | 39                |
| Ungheria          | 23                |

### Classifiche di fine anno
| Classifica (2016) | Posizione |
| ----------------- | --------- |
| Canada            | 49        |
| Stati Uniti       | 66        |
| Ungheria          | 81        |